# Cratere Minkowski
Minkowski è un grande cratere lunare di 107,51 km situato nella parte sud-orientale della faccia nascosta della Luna.